# Oliarus shiaoi
Oliarus shiaoi är en insektsart som beskrevs av Tsaur 1990. Oliarus shiaoi ingår i släktet Oliarus och familjen kilstritar. Inga underarter finns listade i Catalogue of Life.